# فادي الزبن
فادي الزبن دبلوماسي فلسطيني، قدم أوراق اعتماده سفيرًا لدولة فلسطين لدى فنزويلا في 3 مارس 2020.